# 地水南音
地水南音是南音的一種，有其為南音正宗之說，始於清末。多用13弦箏、椰胡和洞簫來伴奏，亦有以清唱加上竹皮為節拍的。字句工整、文雅而口語成分較少，很多時有既定曲詞，曲詞出自文人手筆，作者也能稽考。
在結構上，一篇南音多數由數段組成，每一段都有起式、正文和煞尾。通常都是從慢板開始，逐漸加快。但一首粵曲之中，板式非常多變，全曲其實夾雜著很多不同曲體，包括有流水南音、木魚，中間又夾雜說白，而速度的變化也較多。

## 名稱由來
梁培熾認為「地水」本是卦名，瞽師很多都操占卜業，故把卦名轉為盲者的別稱。亦有人認為地水是指廣東沿海以農業和漁業為主的生活環境。
唐健垣說「地水」即師卦，師亦為「師長、老師」。

## 演唱者
地水南音多由盲眼藝人演唱，因為聽眾覺得這樣便不會泄露自己的身份。男稱瞽師，女稱瞽姬或師娘。民間藝人一般都同時會唱幾種說唱歌體，如瞽師杜煥，既懂得唱木魚歌，也懂得唱南音。瞽師、瞽姬是自彈自唱的，用右手彈箏、左手打板。香港著名的南音演唱者有杜煥，白駒榮，唐健垣、區均祥等。後來健全的女伶取代了瞽師、瞽姬的地位。近年復興的地水則由健全人士演唱。

## 歷史
20世紀初，地水南音在香港十分流行，藝人主要的表演場所是茶樓、妓院，當時的茶樓老闆為招徠顧客，皆爭相邀請藝人演唱，後來漸漸演變成粵曲歌壇。歌壇最早期以唱龍舟為主，後來民間藝人如瞽師杜煥唱南音，最後至今地水已幾乎絕跡，但近年有復興跡象。
地水南音在1920年代後期開始式微，據李健嫦綜合分析：原因是粵曲廣受歡迎，減低了地水南音的吸引力。1932年香港政府實行禁娼政策，使南音藝人們的生計大受影響，而部份妓女轉以歌伶身份演唱，無形中增加了很多競爭者。
到了六十年代，電台的廣播流行，改變了聽眾往茶樓的模式，而電台廣播轉而迎合年青人口味，播放流行曲為主，社會風氣轉變，且無後人承繼，傳統演出場合亦逐漸消失，令地水南音衰落。
早期的南音並沒有留下錄音，直至1970年代唐健垣在德國文化協會為杜煥全場錄音，及後正式拜師跟從杜煥學習地水南音「口唱、左手拍板、右手彈箏」表演方式時，都有安排錄音，並曾在香港電台播出，可惜部份錄音母帶在製作碟帶中遺失。幸好1975年，榮鴻曾研究演出場合對演唱者的影響，在富隆茶樓重建一個傳統的演出場合安排瞽師杜煥錄音，才保留了多一些錄音資料。

## 曲目
地水南音的著名曲目包括《客途秋恨》、《霸王別姬》、《男燒衣》和《梁天來七屍八命》等。由於不少地水南音的聽眾遭遇坎坷，所以歌曲內容很多都有抒發離愁別緒，而且也是自傷自憐的主題。而部份歌曲不能在良家婦女面前彈唱，因為彈唱者認為這會對她們招致不幸。

## 澳門南音說唱
2011年5月23日，中國國務院批准文化部確定的第三批國家級非物質文化遺產名錄中，公布澳門南音說唱成為國家級非物質文化遺產項目。區均祥瞽師為傳承人。6月11日，國家文化部副部長趙少華率領代表團出席“根與魂‧中國非物質文化遺產展演”開幕禮，國家文化部港澳台辦主任董俊新在開幕禮致賀詞時宣佈澳門的“南音說唱”等三個項目同時成功入選第三批國家級非物質文化遺產代表性項目名錄。
2012年12月，吳詠梅被列入澳門南音說唱師娘腔傳承人，她在2014年7月底病逝，享年87歲。作品有《何惠群嘆五更》（收錄於《鄭觀應之盛世危言》南音光碟中）、《七月落薇花》（收錄於同名南音光碟）等南音音像光碟，澳門出版協會出版。
2017年9月，澳門文化局公佈澳門非物質文化遺產，南音說唱等十五個項目入選澳門非物質文化遺產清單。